# Siedem Rodów
Siedem Rodów – plemię lub związek plemion słowiańskich zamieszkujących od VII wieku tereny na południe od dolnego Dunaju, na obszarze od rzeki Jantry do Morza Czarnego.
Plemię Siedmiu Rodów przekroczyło Dunaj na początku VII wieku, po klęsce wyprawy cesarza bizantyjskiego Maurycjusza przeciw Sklawinom w 602 roku. W ciągu następnych lat takie ośrodki rzymskie w Bułgarii jak Transmariscus, Kaliakra, Arbitus i Marcianopolis przestały istnieć. Około 614 roku Słowianie z terenu opanowali i zniszczyli Serdikę. Bizantyńczycy zdołali się utrzymać na wybrzeżu Morza Czarnego. W następnych latach trzykrotnie (609, 620, i 622) wspólnie z Awarami atakowali bez powodzenia Tesalonikę poprzez dolinę Strymonu. W 626 roku weszli w skład wielkiej armii awarsko-protobułgarsko-słowiańsko-gepidzkiej, która bezskutecznie oblegała Konstantynopol.
Tereny Bułgarii naddunajskiej plemię Siedmiu Rodów opanowało kosztem zamieszkałej dotychczas w tym rejonie ludności trackiej. Część Traków zginęła, część uciekła w trudno dostępne góry, dając początek Wołochom. Wydaje się jednak, że spore grupy ludności miejscowej musiały przetrwać, zanim bowiem Trakowie zasymilowali się i rozpłynęli w ludności słowiańskiej, najeźdźcy przejęli szereg trackich nazw miejscowych i zwyczajów. Tak tracka nazwa Philopolis – Pulpudewa została zmieniona najpierw w Pludin, a następnie w Pławdiw (dzisiejszy Płowdiw); nazwa rzeki Yatrus zmieniła się w Jantrę; Timakos w Timok; rzeka Almus w Łom; rzeka Utus zmieniła nazwę na Wit; rzeka Nestos na Mestę; góry Rhodope na Rodopy.
Na zajętych terenach plemię Siedmiu Rodów zajęło się rolnictwem i hodowlą bydła, przyniosło ze sobą z północy również znajomość ciesielstwa, odlewnictwa i kowalstwa. Żyli we wspólnotach sąsiedzkich łączących się w małe terytorialne opola, do których chętnie przyjmowano autochtonów. Najzamożniejsze rody tworzyły radę starszych, spośród której wyłaniano dowódców wojskowych. W VII wieku władza wodzów zwanych kniaziami była już dziedziczna przekazywana z ojca na syna lub przynajmniej w jednej rodzinie panującej. Władza wodza była ograniczona przez wiec. W wojsku służyli wszyscy członkowie plemienia, wyruszając na dalekie wyprawy często w towarzystwie swych żon i dzieci. Kronikarze greccy przedstawiają ich raz jako ludzi okrutnych zdolnych do wbijania na pal czy zarzynania niepotrzebnych jeńców, to znów jako ludzi nieomal łagodnych: Nie trzymają jeńców w niewoli przez czas nieokreślony, jak to czynią inne plemiona, lecz wyznaczają granicę czasową i pozostawiają im możliwość wyboru, czy – po zapłaceniu okupu – chcą wrócić do ojczyzny, czy zostać tu jako wolni ludzie i przyjaciele.
Ze źródeł bizantyńskich wiemy, że głównym bogiem ich panteonu był gromowładny Perun, któremu składano ofiary ze zwierząt: koguta, byka, niedźwiedzia lub kozła. Z Perunem związany był bóg nieba i ognia, Swaróg. Jego syn, Dadźbóg, bóg solarny pod wpływem kontaktów z kulturą grecką przyjął pewne cechy Heliosa, podobnie Swaróg utożsamiany był z Hefajstosem, a Perun z Zeusem. Do głównych bóstw należał też Veles lub Wołos, opiekun stad i hodowli. Dowodem kultu płodności są posągi kamiennych bab – wielkich postaci kobiecych wyrzeźbionych w kamieniu, związanych z symboliką narodzin. Obecnie można je oglądać w muzeum w Szumenie.
W 680 roku Bułgaria naddunajska została najechana przez Protobułgarów Asparucha. W wyniku podboju plemię Siedmiu Rodów zostało częściowo wysiedlone z terenu Dobrudży. W utworzonym przez siebie państwie Asparuch powierzył im zadanie obrony zachodniej granicy przed Awarami. Plemię Siedmiu Rodów związane układem z Asparuchem i jego następcami i uznając ich zwierzchnictwo było zobowiązane do płacenia chanom rocznego trybutu. Ze względu na przewagę liczebną Słowian nad Protobułgarami w nowo powstałym państwie w następnych dwóch stuleciach doszło do zeslawizowania warstwy rządzącej w państwie i do zlania się słowiańskiego plemienia Siedmiu Rodów z pozostałą ludnością państwa w lud Bułgarów posługujący się językiem słowiańskim.